# 小林賢太郎プロデュース公演
小林賢太郎プロデュース公演（こばやしけんたろうプロデュースこうえん）は、ラーメンズの小林賢太郎がプロデュースする舞台公演。脚本・演出を小林賢太郎自らが手がける。略称「KKP」。
9作目の「振り子とチーズケーキ」から小林賢太郎演劇作品と表記されている。

## 概要
- ラーメンズの小林賢太郎が脚本・演出を務め、自らも出演する。
- チケットはすぐに完売するなど非常に人気が高い。
- DVD・Blu-rayがポニーキャニオンより発売されている。
- 「TAKEOFF 〜ライト三兄弟〜」は、演劇ぶっく調べの2007年度演劇ランキング1位。また、DVDの売上げも好調でオリコン9位を記録している。そのほか、「TRIUMPH」20位、「LENS」46位、「PAPER RUNNER」115位、「Sweet7」116位、「good day house」239位といずれもランクインしている。

## 公演
|      | 作品名                   | 公演年                                          | VHS・DVD・Blu-ray                   | 備考                  |
| ---- | ------------------------ | ----------------------------------------------- | ----------------------------------- | --------------------- |
| #001 | good day house           | 2002年                                          | VHS 2004年6月30日 DVD 2005年4月20日 |                       |
| #002 | Sweet7                   | 2003年                                          | VHS 2004年4月21日 DVD 2005年8月3日  |                       |
| #003 | Paper Runner             | 2004年                                          | DVD 2005年4月20日                   |                       |
| #004 | LENS                     | 2004年                                          | DVD 2005年8月3日                    |                       |
| #005 | TAKEOFF 〜ライト三兄弟〜 | 2006年 - 2007年                                 | DVD 2008年8月20日                   |                       |
| #006 | TRIUMPH                  | 2008年                                          | DVD・Blu-ray 2010年2月17日          |                       |
| #007 | ロールシャッハ           | 2010年 2012年                                   | DVD・Blu-ray 2013年5月15日          | 2012年再演            |
| #008 | うるう                   | 2011年 - 2012年 2015年 - 2016年 2019年 - 2020年 | DVD・Blu-ray 2020年8月5日           | 2015年再演 2019年再演 |
| #009 | 振り子とチーズケーキ     | 2013年                                          | DVD・Blu-ray 2014年5月21日          |                       |
| #010 | ノケモノノケモノ         | 2014年                                          | DVD・Blu-ray 2015年8月19日          |                       |

## 出演者
|      | 作品名                   | 出演者                                                                                 |
| ---- | ------------------------ | -------------------------------------------------------------------------------------- |
| #001 | good day house           | 片桐仁・犬飼若浩・森谷ふみ・小松和重・西田征史・野村知広・室岡悟・平田敦子・小林賢太郎 |
| #002 | Sweet7                   | 片桐仁・久ヶ沢徹・犬飼若浩・森谷ふみ・野村知広・平田敦子・西田征史・室岡悟・小林賢太郎 |
| #003 | Paper Runner             | 片桐仁・安田ユーシ・犬飼若浩・森谷ふみ・久ヶ沢徹・室岡悟・西田征史・（小林賢太郎）     |
| #004 | LENS                     | 大森南朋・久ヶ沢徹・犬飼若浩・西田征史・小林賢太郎                                     |
| #005 | TAKEOFF 〜ライト三兄弟〜 | 久ヶ沢徹・オレンヂ・小林賢太郎                                                         |
| #006 | TRIUMPH                  | 犬飼若浩・森谷ふみ・YUSHI・小林賢太郎                                                  |
| #007 | ロールシャッハ           | 久ヶ沢徹・竹井亮介・辻本耕志・小林賢太郎                                               |
| #008 | うるう                   | 小林賢太郎                                                                             |
| #009 | 振り子とチーズケーキ     | 竹井亮介・小林賢太郎                                                                   |
| #010 | ノケモノノケモノ         | 音尾琢真（TEAM NACS）・辻本耕志・高橋良輔・小林賢太郎                                  |

## スタッフ
- 脚本・演出
  - 小林賢太郎
- 音楽
  - 田中知之「TRIUMPH」
  - LOSALIOS「TAKEOFF 〜ライト三兄弟〜」
  - 椎名林檎「LENS」
  - 西寺郷太「PAPER RUNNER」
  - anonymass「Sweet7」
  - 徳澤青弦「good day house」、「ロールシャッハ」、「うるう」（演奏を含む）、「振り子とチーズケーキ」「ノケモノノケモノ」
  - ノーナ・リーヴス「ロールシャッハ」
- 映像
  - 番場秀一「LENS」
- スタイリスト
  - 伊賀大介「LENS」、「PAPER RUNNER」、「Sweet7」、「ロールシャッハ」
  - 杉山優子「LENS」